# 5-하이드록시트립토판
5-하이드록시트립토판(영어: 5-hydroxytryptophan, 5-HTP)은 자연적으로 생성되는 아미노산 및 화학 전구체일 뿐만 아니라 트립토판으로부터 유래하는 신경전달물질인 세로토닌의 생합성 과정에서의 대사 중간생성물이다.

## 용도
5-하이드록시트립토판은 미국, 캐나다, 네덜란드, 영국에서 항우울제, 식욕억제제, 수면보조제로 사용하기 위한 일반 의약품으로 판매되고 있다. 또한 5-하이드록시트립토판은 많은 유럽 국가에서 신코팜(Cincofarm), 레보팀(Levothym), 레보토닌(Levotonine), 옥시판(Oxyfan), 텔레솔(Telesol), Tript-OH, 트리툼(Triptum)이라는 상표명으로 주요 우울 장애 치료제로 판매되고 있다.
2002년 리뷰에 따르면 평가된 데이터에서 우울증 치료에 5-하이드록시트립토판이 위약(僞藥)보다 더 효과적이라는 것이 밝혀졌지만, 오늘날의 엄격한 기준을 충족시키는 임상 데이터가 부족하여 근거가 불충분하다는 결론을 내렸다. 5-하이드록시트립토판이 우울증 치료에 진정으로 효과적인지 여부를 결정하기 위해서는 현재의 방법론을 사용한 더 많은 연구가 필요하다. 소규모 대조 실험에서 5-하이드록시트립토판은 항우울제인 클로미프라민의 항우울 효능을 증가시키는 것으로 보고되었다.
5-하이드록시트립토판은 때때로 메틸렌다이옥시메스암페타민(MDMA) 복용 후의 불쾌감을 완화시키기 위해 복용한다. 5-하이드록시트립토판은 뇌가 세로토닌을 더 많이 생성하기 위해 필요한 전구체로서 메틸렌다이옥시메스암페타민의 사용은 사람의 자연적인 세로토닌 수치를 감소시키기 때문에 메틸렌다이옥시메스암페타민을 섭취한 후 5-하이드록시트립토판을 복용하면 세로토닌의 생성 속도를 증가시킬 것으로 생각된다. 댄스세이프(DanceSafe)는 일화적인 증거가 널리 퍼져있고, 그 이론은 생리학적으로 타당하다고 주장한다. 이러한 접근법을 뒷받침하는 것은 왕(Wang) 등에 의해 수행된 연구로 2007년에 쥐에서 5-하이드록시트립토판 투여 후 메틸렌다이옥시메스암페타민이 유발한 세로토닌의 고갈이 회복된 것이 관찰되었고, 이러한 접근법이 메틸렌다이옥시메스암페타민 사용자에게 임상적으로 유용할 수 있음을 시사하였다.
고용량 또는 카르비도파와 병용하여 비만 치료를 위해 FDA의 승인 없이 처방되어 사용되었다.
다양한 설계의 임상 시험에서, 5-하이드록시트립토판은 섬유근육통, 근육간대경련, 편두통, 소뇌성운동실조증을 치료하는 것으로 보고되었다. 그러나 이러한 임상 연구에서 5-하이드록시트립토판의 모든 치료 결과들은 잠정적이며 보다 대규모의 시험에서 확인이 필요하다.

## 5-하이드록시트립토판의 약물로서의 단점
5-하이드록시트립토판의 짧은 반감기(<2시간)는 전신의 5-하이드록시트립토판의 노출 수준이 비교적 빈번한 투여에서도 실질적으로 변동하기 때문에 5-하이드록시트립토판의 치료 가능성을 본질적으로 제한할 수 있다. 이러한 노출 변동은 일반적으로 Cmax 약물 스파이크로 인한 이상 반응 부담 증가 및 하루 중 대부분의 치료적 노출로 인한 임상 효능의 감소와 관련이 있다. 일반적으로 단기 활성 제약 성분이 있는 상황처럼 장기 전달을 달성하는 5-하이드록시트립토판의 투여 형태가 보다 더 효과적일 것으로 제안되었다.

## 부작용
5-하이드록시트립토판의 잠재적 부작용으로는 속쓰림, 복통, 구역질, 구토, 설사, 졸림, 성 기능 장애, 악몽, 근육 문제 등이 있다. 5-하이드록시트립토판은 임상 시험에서 철저하게 연구되지 않았기 때문에 다른 약물들과의 상호작용 및 가능한 부작용들은 잘 알려져 있지 않다. 미국 국립보건원의 TOXNET에 따르면, 5-하이드록시트립토판은 세로토닌 증후군이나 사람에서의 심각한 부작용과는 관련이 없다. 여러 연구에서 5-하이드록시트립토판은 눈에 띄는 혈액학적 또는 심혈관계의 변화를 유발하지 않는 것으로 보고되었다. 5-하이드록시트립토판은 호산구 증가증과도 관련이 있지만, 후속 연구에서 인과 관계는 발견되지 않았다.

## 상호작용
모노아민 산화효소 저해제(MAOI)나 선택적 세로토닌 재흡수 저해제(SSRI) 부류의 항우울제와 병용하면 5-하이드록시트립토판의 매우 높은 비경구 용량이 쥐에서 급성 세로토닌 증후군을 유발할 수 있다. 대부분의 약물이 설치류에서 매우 높은 복용량으로 심각한 부작용이나 사망을 유발할 수 있기 때문에 이러한 결과가 임상적으로 관련이 있는지는 확실하지 않다. 비록 사례 보고서에 따르면 5-하이드록시트립토판은 모노아민 산화효소 저해제(MAOI)에 추가될 때 조증을 촉진할 수 있지만, 사람에서 5-하이드록시트립토판은 세로토닌 증후군과 임상적으로 관련이 없다.
카르비도파와 병용하면(파킨슨병의 치료제로서) 5-하이드록시트립토판은 구역질 및 구토를 유발한다. 그러나 구역질 및 구토는 그라니세트론의 투여를 통해 완화될 수 있다. 약리학에서 아래에 언급된 바와 같이 카르비도파 및 5-하이드록시트립토판을 사용하는 환자에서 피부경화증과 유사한 질병 사례가 보고되었다.
경구로 투여한 5-하이드록시트립토판은 소변의 5-하이드록시인돌아세트산(세로토닌의 대사산물)의 증가를 초래하고, 5-하이드록시트립토판이 세로토닌으로 말초 대사된다는 것을 나타낸다. 이것은 카르시노이드 증후군을 찾는 시험에서 잘못된 양성 반응을 일으킬 수 있다. 간에 의한 5-하이드록시트립토판의 세로토닌으로의 전환으로 인해, 전임상 결과에 근거한 세로토닌의 심장에 대한 영향으로 심장 판막 질환의 위험이 있을 수 있다. 그러나, 5-하이드록시트립토판은 사람에서 심장 독성과 관련이 없다.
5-하이드록시트립토판은 극심한 근육 압통, 근육통 및 혈액 이상을 초래하는 심각한 상태인 호산구 증가 근육통 증후군(EMS)을 유발할 수 있다고 제안되었다. 그러나 호산구 증가 근육통 증후군이 특정 5-하이드록시트립토판 보충제의 오염 물질로 인해 발생했을 가능성이 있다는 증거가 있다.

## 생성
5-하이드록시트립토판은 트립토판 하이드록실화효소의 작용을 통해 아미노산인 트립토판으로부터 생성된다. 트립토판 하이드록실화효소는 비오프테린 의존적 방향족 아미노산 하이드록실화효소의 일종이다. 5-하이드록시트립토판의 생성 단계는 세로토닌(5-HT) 합성 대사에서 속도 제한 단계이다. 5-하이드록시트립토판은 일반적으로 아미노산 탈카복실화효소에 의해 세로토닌으로 빠르게 전환된다.

## 흡수
경구 투여 후, 5-하이드록시트립토판은 소장에서 흡수된다. 흡수 방식은 알려져 있지 않지만, 아마도 아미노산 수용체를 통한 능동수송이 수반될 것이다. 5-하이드록시트립토판의 경구 생체이용률은 결정되지 않았다. 탈카복실화효소 저해제를 사용하면, 5-하이드록시트립토판의 생체 이용률은 50% 이상일 수 있다.

## 약물동태학
5-하이드록시트립토판은 약 1.5h의 Tmax로 빠르게 흡수되고, 약 1.5~2h의 반감기로 빠르게 제거된다. 탈카복실화효소 저해제(예: 카르비도파, 벤세라자이드)의 공동 투여는 투여 요법에 따라 5-하이드록시트립토판의 반감기를 3~4h로 두 배 늘리고, 노출을 몇 배로 향상시킨다.

## 물질대사
5-하이드록시트립토판은 비타민 B6를 조효소로 사용하는 방향족 L-아미노산 탈카복실화효소에 의해 세로토닌(5-하이드록시트립타민 또는 5-HT)으로 탈카복실화된다. 이러한 반응은 신경 조직과 간에서 일어난다. 5-하이드록시트립토판은 혈액뇌장벽을 통과하지만, 세로토닌은 통과하지 못한다. 과량의 5-하이드록시트립토판은 특히 비타민 B6와 함께 투여될 때 대사되어 배설되는 것으로 생각된다.

## 약리학
5-하이드록시트립토판의 정신활성 작용은 중추신경계 조직에서 세로토닌 생성의 증가에 기인한다.
|  |

연구에 따르면 카르비도파와의 공동 투여는 혈장의 5-하이드록시트립토판의 수준을 크게 증가시킨다. 다른 연구에 따르면 5-하이드록시트립토판과 카르비도파 조합으로 인한 피부경화증과 같은 질환의 위험이 나타났다.

## 규제 상태
현재 미국 식품의약국이 승인한 5-하이드록시트립토판을 함유한 승인된 의약품은 없다. 사용가능한 모든 5-하이드록시트립토판 제품은 뉴트라수티컬이며 순도, 완전성, 임상적 효능, 안전성에 대해 규제되거나 검증되지 않았기 때문에 섭취시 주의가 필요하다.

## 5-하이드록시트립토판의 느린 방출
5-하이드록시트립토판이 빠르게 흡수되고 빠르게 배출되는 약물동태학은 만성 약물 요법에 비실용적이다. 듀크 대학교에서 수행된 연구에 따르면 쥐에게 5-하이드록시트립토판이 서서히 방출되도록 투여했을 때 5-하이드록시트립토판이 약물 특성을 가지는 것으로 나타났다. 느리게 방출되는 것은 치료 중 5-하이드록시트립토판의 노출시 피크와 밸리를 약화시키거나 없어지게 한다. 5-하이드록시트립토판의 느린 방출은 5-하이드록시트립토판의 안전성 프로파일을 현저하게 개선시켰고, 5-하이드록시트립토판의 안정한 혈장 노출 및 뇌에서 세로토닌이 강력하고 지속적으로 기능하도록 하였다. 이러한 발견은 5-하이드록시트립토판을 느리게 방출하는 약물이 세로토닌 작동성 강화에 반응하는 뇌 질환의 치료를 위한 새로운 길을 제시한다는 것을 나타낸다.

## 식이 공급원
5-하이드록시트립토판은 음식물에서 미미한 양으로만 발견되지만, 우유, 육류, 감자, 호박 및 다양한 채소에서 발견되는 아미노산인 트립토판의 대사 중간생성물로 대사되는 화합물이다.
서아프리카와 중앙아프리카가 원산지인 관목인 그리포니아 심플리시폴리아(Griffonia simplicifolia)의 씨앗은 5-하이드록시트립토판을 함유한 약재로 사용된다. 2010년의 한 시험에서 그리포니아 심플리시폴리아의 추출물은 과체중 여성의 포만감을 증가시키는 것으로 나타났다.

## 같이 보기
- 심장 섬유화
- 멜라토닌
- N-아세틸세로토닌
- 선택적 세로토닌 재흡수 저해제
- 세로토닌
- 트립토판